# Khilperic d'Aquitània
Khilperic (o Xilperic) d'Aquitània va ser el fill de Caribert II, i breument fou rei d'Aquitània el 632. Va ser assassinat poc després del seu pare el mateix any, probablement per ordres del seu tiet Dagobert I. No va arribar a regnar, i en conseqüència, no és tingut en compte a la numeració dels reis dels francs.
Segons una llegenda antiga basada en un document fals, Khilperic hauria sobreviscut i seria l'antecessor de la família dels Eudes, prínceps d'Aquitània. La llegenda té poca credibilitat a la vista que els noms dels membres de la família no són merovingis.